# Cobra (La Ronde)
Pour les articles homonymes, voir Cobra (homonymie).
Cobra était un parcours de montagnes russes du parc La Ronde, situé à Montréal, au Québec, au Canada. Ce parcours de montagnes russes en position verticale était l'un des trois parcours de ce type construits par Intamin.

## Historique
L'attraction a ouvert pour la première fois en 1988 dans le parc suédois Skara Sommarland sous le nom de Stand-Up. Elle a été relocalisée à La Ronde en 1995. Le parcours était jaune. Il a été repeint en vert en 2002. L'attraction a fermé définitivement ses portes à la fin de la saison 2016 à La Ronde et démolit en 2018. 

## Parcours
Le parcours était fait d'une inversion : un looping vertical d'une hauteur de 22,9 mètres. Il y avait aussi une descente en hélice à travers le looping.